# 杭盖乐队
杭盖乐队是中国的一支樂隊，該樂隊擅长把蒙古民间音乐和摇滚乐互相结合。乐队成立于2004年，自2009年起在世界范围内获得声誉。乐队成员有：巴图巴根（马头琴、低音呼麦）、艾倫（马头琴、吉他）、蒙大（鼓、打击乐）、胡日查（主唱）、義拉拉塔（主唱、吉他）、钮鑫（贝斯）、伊立奇。

## 樂團歷史
美国全国公共广播电台曾经有过评论，说杭盖乐队，虽然身处于国语及粤语流行歌曲独霸天下的环境，但是以其新颖和独一无二的角度呈现蒙古民间音乐的精华，正在中国音乐界走自己的道路。
杭盖乐队在早期由五位音乐家组成，其中三位是蒙古族人，而其余两位是擅长蒙古乐器的汉族人。 五位音乐家都来自于蒙古民族自治区或北京。
“杭盖”这个词汇出自蒙古语，泛指理想完美的大自然－辽阔的大草原，高山流水，翠绿的树林，湛蓝的天空。领队伊立奇起初听到蒙古传统的喉音唱法便被迷住了，带着寻找自己蒙古族根源的念头，回到内蒙古学习这种古老的艺术，然后遇到呼格吉勒图和巴图巴根，一起组建杭盖乐队。在NPR访问中，伊立奇说：“我们蒙古族人大多都放弃了传统的生活方式了⋯⋯在搬到城市后，我们许多人逐渐被当地的文化同化，所以这种传统的音乐彻底失去它原有的空间。”杭盖乐队，用结合传统蒙古音乐和流行音乐的方式，正是想找回原有的空间。

## 唱片
- 2006年《杭盖同名专辑》
- 2010年《远行的人》
- 2016年《花斑马》
- 2019年《杭盖与铜管》

## 音乐风格
杭盖乐队成员拥有不同的音乐背景，其中伊立奇曾为庞克乐队T9的主唱。
乐队成员多元的音乐经历和经验促成了其特有的音乐风格：混合有如庞克等音乐类型的蒙古族民谣音乐。在一家音乐网站对乐队的一次采访中伊立奇提到：杭盖乐队的音乐受到许多音乐风格的影响，如西方音乐人“平克·弗洛伊德、电台司令、讨伐体制乐团、Secret Machines、Electralane以及尼爾·戴門”等都在很大程度上影响了乐队音乐风格的形成。正如伊立奇所述，乐队的音乐核心虽然是以马头琴和托布秀尔两种蒙古传统乐器为基础，但确是极少地混合了上述两种乐器所包含的传统音乐情节。